# 和田教美
和田 教美（わだ たかよし、1919年3月21日 - 2001年1月12日）は、日本の政治家。参議院議員（2期）、朝日新聞論説委員。

## 経歴
和歌山県和歌山市出身。1939年官立和歌山高等商業学校（現和歌山大学経済学部）卒業、朝日新聞社入社、東京本社政治部次長、大阪本社経済部長を歴任。
1964年東京12チャンネル（現テレビ東京）、21時朝日新聞ワイドニュース司会。1969年朝日ジャーナル編集長就任。その後、東京本社出版局次長、朝日新聞論説委員となる。
1983年第13回参議院議員通常選挙に公明党から比例代表で初当選。なお非創価学会員であった。1989年第15回参議院議員通常選挙にて再選。1994年新進党結成に加わる。
1995年政界引退。同年秋の叙勲で勲二等瑞宝章受章。
2001年1月12日、肺癌のため神奈川県鎌倉市の自宅で死去、81歳。死没日をもって従七位から従四位に叙される。

## 著書
- 『改正國家公務員法問答』1948年 ニュース社 野末賢三との共著
- 『日本の選択』1969年 潮出版社
- 『連合政権時代 転換期の政治展望』1976年 経済往来社
- 『80年代 政治の読み方 来るか連合政権時代』1980年 PHP研究所
- 『保守本流の系譜 戦後日本の支配者たち』1981年 PHP研究所 川内一誠との共著
- 『創価学会問題の真実は何か』1981年 山手書房